# Ролан, Манон
Мари-Жа́нна 'Мано́н' Рола́н де Ла Платье́р (фр. Jeanne Marie 'Manon' Roland de la Platière; 17 марта 1754, Париж — 8 ноября 1793, Париж), при рождении Мари-Жанна Флипон, наиболее известна как Мадам Ролан — писательница, хозяйка литературного салона; одна из знаменитейших женщин Французской революции, жена экономиста и министра внутренних дел Франции Ж.-М. Ролана де ла Платьера.

## Биография

### Детство
Отец её, Гатьен Флипон, успешный гравёр и живописец на эмали, торговал драгоценными камнями; мать её, Маргарита Бимон, отличалась красотой и добрым сердцем. Детство она провела в доме на Quai de l’Horloge в самом центре Парижа. Училась она дома и развивалась быстро; скоро она истощила запас книг, хранившихся в маленькой домашней библиотеке, проглатывая рядом с житиями святых старый перевод «Гражданских войн» Аппиана, мемуары мадемуазель де Монпансье и прочее. Она украдкой читала книги, которые приносились в мастерскую её отца молодыми учениками, прочла массу путешествий, а девяти лет, как сама говорит в «Мемуарах», «носила с собой в церковь вместо молитвенника сочинения Плутарха», которого она особенно любила. После Плутарха волновал её сердце Фенелон, затем — Тассо и другие поэты; скоро попался в её руки и Вольтер. Учителя которые приходили к ней домой обучали ее каллиграфии, истории, географии и музыке. Отец обучал её гравированию, и она сделала большие успехи в этом искусстве. Её дядя, будучи священником, неохотно согласился обучать её латыни, которую девочка с особым рвением хотела освоить. В дополнении ко всему мать обучала её домашним делам и уходу за собой, чему она была не очень рада, но не сопротивлялась. Так в своих «Мемуарах» она упоминает — « Я могу приготовить себе ужин так же легко как Филопемен рубил дрова; но никто, увидев меня за таким занятием, не счёл бы это подходящим для меня».
В раннем возрасте она была пламенно набожна, мечтала о мученичестве, стремилась к монашеской жизни, увлекалась красноречием Боссюэ. В 11 лет, по собственной просьбе, она год жила в женском монастыре, чтобы подготовиться к своему первому причастию.
Рано познакомилась она с оскорбительным пренебрежением аристократов к буржуазии, побывав в одном аристократическом доме, а потом проведя восемь дней в Версале. Ею овладело оппозиционное настроение; прежняя вера скоро заменилась философией; из усердной католички она стала деисткой. До 17 лет она один только раз была в театре. Многочисленные претенденты на её руку были ей отвратительны. В июне 1775 г. умерла её мать; она осталась одна в доме своего отца, где вместе со второй его женой водворился беспорядок.

### Формирование взглядов
В это время ей попала в руки «Новая Элоиза» Руссо. Чтение этой книги произвело на неё такое же впечатление, как Плутарх. «Плутарх, — говорит она, — подготовил меня стать республиканкой… Он вдохнул в меня настоящий энтузиазм общественной добродетели и свободы. Руссо показал мне семейное счастье, к которому я могла стремиться».
Она стала писать, озаглавив свои писания «Oeuvres de loisir et réfléxions diverses», и написала сочинение на тему, предложенную безансонской академией: «Каким образом воспитание женщин может способствовать улучшению человечества», — но премии не получила, как и другие соискатели. В своём рассуждении она больше говорила по поводу вопроса, чем о самом разрешении его. Улучшить людей она считала возможным с помощью лучшего образа правления и хороших законов.

### Супружество и общественная деятельность

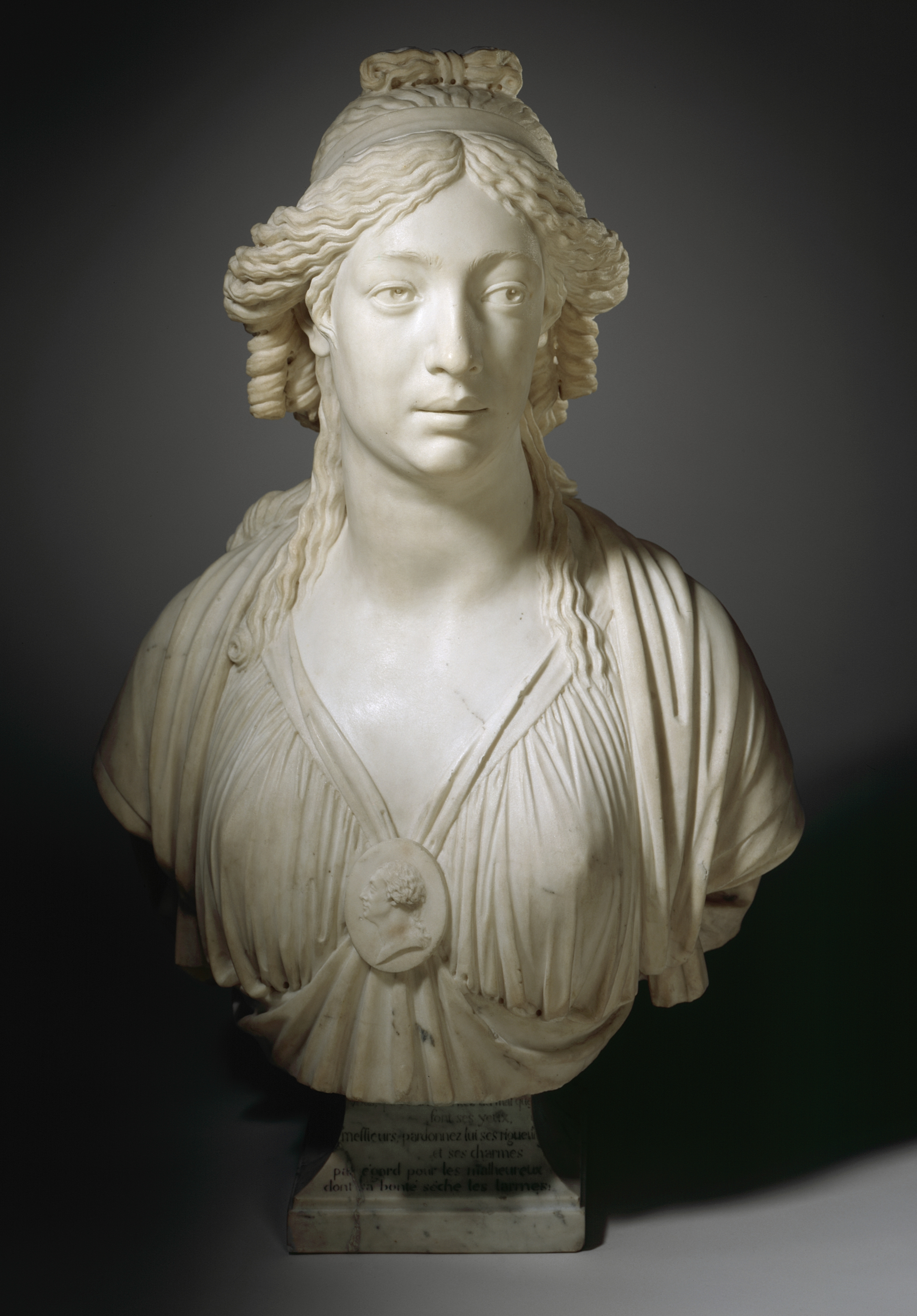
Бюст работы Массона.

Познакомившись с Роланом, она вышла за него замуж (1780), но никогда не любила его. Ей казалось прекрасным принести себя в жертву счастью человека, посвятившего себя добру. Её брак был подражанием браку Элоизы с Вольмаром. Одарённая большим умом, прекрасно образованная, красивая, Ролан стала талантливой помощницей мужа и направляла, в сущности, всю его деятельность. Она была властным и обаятельным организатором кружков; впоследствии монтаньяры называли её дом «бюро общественного мнения». Ролан пробыла с мужем в Амьене четыре года, помогая ему работать над «Новой Энциклопедией», статьи которой, относящиеся к торговле, были составлены ею.
Когда Ролан переехала в Лион, она занялась благотворительностью, лечила больных крестьян. Движение 1789 г. охватило Ролан: она искренно верила, что революция обновит мир. Она полюбила революцию и стала главой партии. Её называли «единственным мужчиной, которого выставила Жиронда». Её салон стал блестящим очагом революции. Четыре раза в неделю здесь сходились Бриссо, Петион, Бюзо, Робеспьер. После закрытия Учредительного собрания Ролан оставила, вместе с мужем, Париж, но переписывалась с Робеспьером и Бюзо.
Когда её муж был назначен министром, она получила большое влияние на дела и убедила мужа не доверять придворному миру и королю, «цель которого — усыпить министров». Бриссо, Кондорсе, Верньо, Жансонне, Гаде, Бюзо были настроены ею против короля. Она разгадала легкомыслие Дюмурье и вооружала против него жирондистов. Под её влиянием военный министр Серван предложил Законодательному собранию, без полномочия короля и без согласия совета, собрать вокруг Парижа 20 тысяч солдат. После отставки Ролана центр жирондистов перенёсся из министерства в тесный кружок Ролан, куда вступил и Барбару. Вместе с нею он разрабатывал мысль о федеративной республике. В это же время с Ролан старался сблизиться и Дантон. Вместе с тем, в отличие от таких революционерок, как Олимпия де Гуж и Этта Пальм, Манон Ролан практически не ратовала за права женщин.

### Гибель

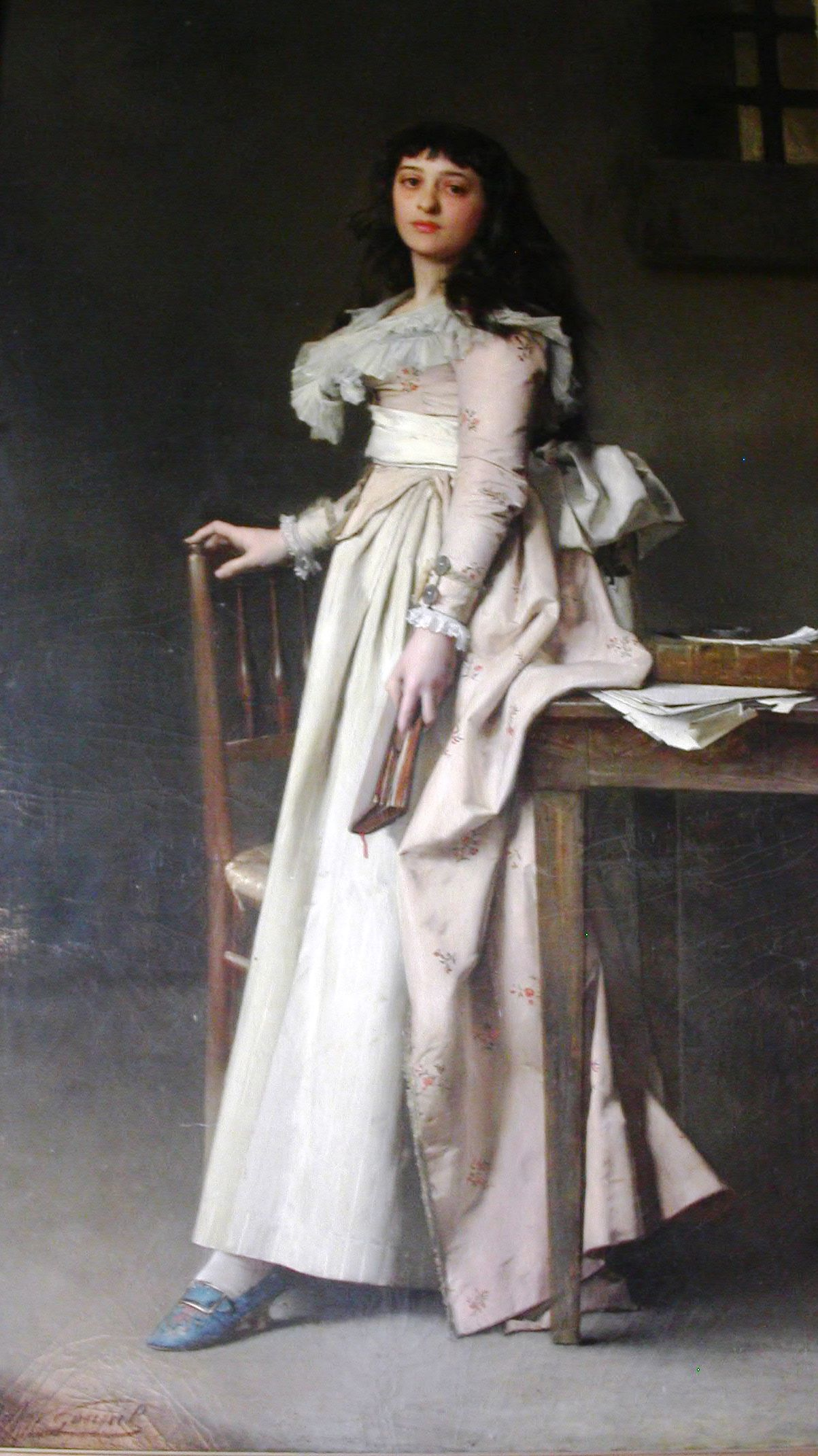
Жюль Адольф Гупиль. «Последний день мадам Ролан» (1880)

Ролан деятельно подготавливала восстание 10 августа; у неё сходились Барбару и Ребеки для обсуждения дальнейших действий. Восстановленное жирондистское министерство не совсем нравилось Ролан: она мечтала о таком совете министров, который был бы составлен из твёрдых, умеренных, неподкупных республиканцев. Между тем отношения между жирондистами и якобинцами сделались прямо враждебными. Робеспьер перестал бывать у неё. Когда началась борьба партий, Ролан составляла письма к департаментам, к Конвенту, вдохновляя жирондистов-писателей против Марата, побудила Луве к нападениям на Робеспьера. Шабо составил против неё ряд обвинений, указывая на её сношения с Нарбонном, Малуэ и другими роялистами. Ролан была вызвана Конвентом для объяснений, но оправдана.
С гибелью жирондистов связана и судьба Ролан. Она хотела защитить мужа в Конвенте, когда было отдано распоряжение арестовать его, но сама была арестована. В тюрьме она написала свои знаменитые «Мемуары», считающиеся важным памятником жирондистской мемуарной литературы, в котором вполне отразились её республиканские взгляды. По своей откровенности они напоминают «Исповедь» Руссо. 8 ноября 1793 г. Ролан предстала перед революционным трибуналом, а 9-го была казнена. На эшафоте она воскликнула: «Какие преступления совершаются во имя свободы!». Газета «Le Moniteur» опубликовала следующий некролог: «Она была матерью, но пожертвовала природным предназначением из желания обрести более высокое положение. Стремление стать образованной женщиной побудило ее забыть о добродетелях женского пола, и это упущение, неизменно опасное, привело ее на эшафот».
Мемуары её сохранил натуралист Боск и опубликовал впервые после 9 термидора под заглавием: «Appel à l’impartiale postérité». Мемуары переведены на русский язык в 1893 году.

## Сочинения
- Roland de La Platière, Jeanne-Marie. Appel à l'impartiale postérité par la citoyenne Roland [...], ou Receuil des écrits qu'elle a rédigés, pendant sa détention, aux prisons de l'Albaye et de Sainte-Pélagie. Paris : Louvet, 1793.
- Roland de la Platiere, Manon Jeanne Phelipon. Mémoires de madame Roland : nouv. éd. critique contenant des fragments inédits et des lettres de la prison publ. par Claude Perroud. Paris : Plon, 1905. 2 vol.
- Ролан, Манон. Личные мемуары г-жи Ролан / пер. с фр. Н.Г. Вернадской. СПб. : Ист. общество при императорском С.-Петербургском университете, 1893.
- Ролан М. Ж. де ла Платьер. Личные воспоминания / пер. С.П. Моравского. Рыбинск : ОАО Рыбин, Дом печати. 2003.